# 佐藤哲夫 (バレーボール)
佐藤 哲夫（さとう てつお、1949年3月12日 - 2025年6月11日）は、日本の元男子バレーボール選手。1972年ミュンヘンオリンピックバレーボール男子金メダリスト。

## 来歴
福島県相馬市出身。現役当時は富士フイルムに所属していた。
息子は元・日本代表、元Bリーグプロバスケットボール選手の佐藤浩貴。
2025年6月11日に死去。76歳没。

## 受賞歴
- 1970年 - 第1回実業団リーグ 敢闘賞
- 1971年 - 第4回日本リーグ ベスト6

## 所属チーム
- 相馬高校 → 富士フイルム